# Gremmeniella
Gremmeniella M. Morelet – rodzaj grzybów z rodziny Godroniaceae.

## Systematyka i nazewnictwo
Pozycja w klasyfikacji według Index Fungorum: Godroniaceae, Helotiales, Leotiomycetidae, Leotiomycetes, Pezizomycotina, Ascomycota, Fungi.
Synonim: Brunchorstia Erikss.

## Gatunki
- Gremmeniella abietina (Lagerb.) M. Morelet 1969
- Gremmeniella balsamea Lafl. & Smerlis 2012
- Gremmeniella laricina (Ettl.) Petrini, L.E. Petrini, Lafl. & Ouell. 1989
- Gremmeniella pinicola (Tak. Kobay. & H. Kondo) M. Morelet 1995

Nazwy naukowe na podstawie Index Fungorum. Wykaz gatunków według A. Chmiel.
W Polsce występuje  Gremmeniella abietina.